# Olympische Sommerspiele 1908/Leichtathletik – Stabhochsprung (Männer)
Der Stabhochsprung der Männer bei den Olympischen Spielen 1908 in London wurde am 24. Juli 1908 im White City Stadium entschieden. Am Vormittag des gleichen Tages fand eine Qualifikation statt, aus der sich acht Springer für den Wettkampf qualifizierten. Letztmals durfte mit der „Klettertechnik“ gesprungen werden. Die Anlagen entsprachen nicht dem Stand ihrer Zeit. So gab es keine Einstichstelle für den Stab und keine Matten oder Strohballen, um den Fall der Athleten nach dem Sprung zu dämpfen.
In diesem Wettbewerb gab es zwei Olympiasieger. Die US-Amerikaner Edward Cook und Alfred Gilbert teilten sich den ersten Platz. Die Bronzemedaille wurde sogar dreimal vergeben, den geteilten dritten Rang belegten der US-Amerikaner Charles Jacobs, der Schwede Bruno Söderström und der Kanadier Edward Archibald.

## Rekorde
Die Weltrekorde waren damals noch inoffiziell. Bezüglich des olympischen Rekords stellt sich die Frage, ob die Athener Zwischenspiele hier miteinzubeziehen sind oder nicht. Beide Varianten sind in der Tabelle unten berücksichtigt.
| WR                               | 3,90 m | Walter Dray    | USA        | Danbury (USA), 12. Juni 1908                 |
| OR – Zählung ohne Zwischenspiele | 3,50 m | Charles Dvorak | USA        | Finale OS St. Louis (USA), 3. September 1904 |
| OR – Zählung mit Zwischenspielen | 3,50 m | Charles Dvorak | USA        | Finale OS St. Louis (USA), 3. September 1904 |
| OR – Zählung mit Zwischenspielen | 3,50 m | Fernand Gonder | Frankreich | Finale OS Athen (GRE), 25. April 1906        |

Folgende Rekorde wurden bei den Olympischen Spielen 1908 in dieser Disziplin gebrochen oder eingestellt:
| OR  | 3,58 m | Bruno Söderström | Schweden | Qualifikation (Gruppe A), 24. Juli |
| ORe | 3,58 m | Edward Archibald | Kanada   | Qualifikation (Gruppe B), 24. Juli |
| OR  | 3,66 m | Alfred Gilbert   | USA      | Qualifikation (Gruppe B), 24. Juli |
| OR  | 3,71 m | Edward Cook      | USA      | Qualifikation (Gruppe B), 24. Juli |
| ORe | 3,71 m | Edward Cook      | USA      | Finale, 24. Juli                   |
| ORe | 3,71 m | Alfred Gilbert   | USA      | Finale, 24. Juli                   |

## Ergebnisse

### Qualifikation
Die Qualifikation wurde in drei zeitlich gestaffelten Gruppen ausgetragen. Die Ergebnisse dieser Gruppen wurden zusammengefasst. Schließlich qualifizierten sich alle Springer, die 3,35 m überquert hatten (hellgrün unterlegt), für den Endkampf.
Im Gegensatz zu heute wurden die in der Qualifikation erzielten Leistungen in der Wertung des Endresultats mitberücksichtigt.

#### Gruppe A
| Athlet                 | Land         | Höhe (m) |
| ---------------------- | ------------ | -------- |
| Bruno Söderström       | Schweden     | 3,58 OR  |
| Charles Jacobs         | USA          | 3,50000  |
| Stefanos Koundouriotis | Griechenland | 3,27000  |
| Bram Evers             | Niederlande  | 2,82000  |

#### Gruppe B
| Athlet           | Land         | Höhe (m) |
| ---------------- | ------------ | -------- |
| Edward Cook      | USA          | 3,71 OR  |
| Alfred Gilbert   | USA          | 3,66000  |
| Edward Archibald | Kanada       | 3,58000  |
| Georgios Banikas | Griechenland | 3,43000  |
| Robert Pascarel  | Frankreich   | 3,20000  |

Im Zuge der üblichen Höhensteigerung hatten zwischenzeitlich auch Edward Archibald und Alfred Gilbert olympische Rekorde gesprungen.

#### Gruppe C

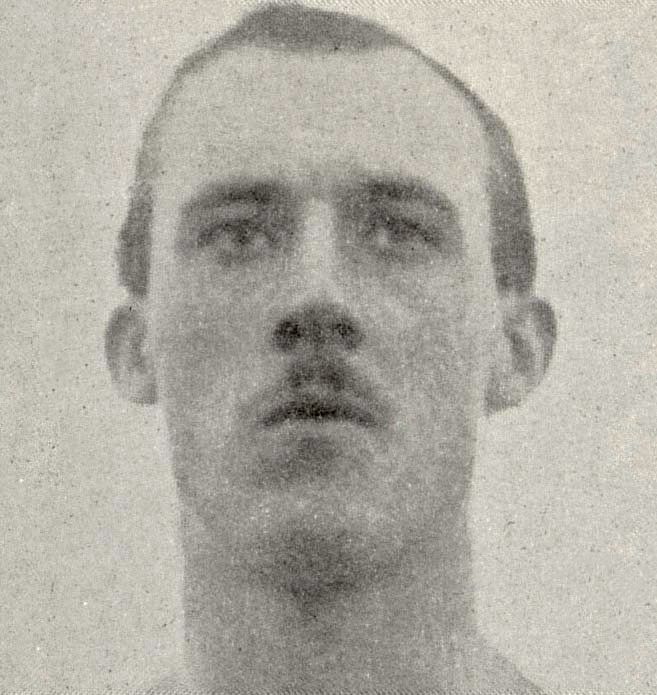
Carl Silfverstrand – ausgeschieden in Gruppe C mit 3,20 m

| Athlet               | Land        | Höhe (m) |
| -------------------- | ----------- | -------- |
| Samuel Bellah        | USA         | 3,43     |
| Kálmán Szathmáry     | Ungarn      | 3,35     |
| Carl Silfverstrand   | Schweden    | 3,20     |
| Thomas Jackson       | USA         | 3,05     |
| Gaston Koëger        | Frankreich  | 3,05     |
| Coen van Veenhuijsen | Niederlande | 2,89     |

### Finale
| Platz | Athlet           | Land         | Höhe (m) |
| ----- | ---------------- | ------------ | -------- |
| 1     | Edward Cook      | USA          | 3,71 ORe |
| 1     | Alfred Gilbert   | USA          | 3,71 ORe |
| 3     | Charles Jacobs   | USA          | 3,580000 |
| 3     | Bruno Söderström | Schweden     | 3,580000 |
| 3     | Edward Archibald | Kanada       | 3,580000 |
| 6     | Georgios Banikas | Griechenland | 3,500000 |
| 6     | Samuel Bellah    | USA          | 3,500000 |
| 8     | Kálmán Szathmáry | Ungarn       | 3,350000 |

Hatten die Teilnehmer in der Qualifikation bessere Höhen übersprungen als im Finale, blieben diese in der Wertung. Das Ende des Wettkampfes verzögerte sich erheblich wegen der Ereignisse beim Zieleinlauf des Marathonlaufes. Daher wurde auf Stichkämpfe verzichtet, die Medaillen und Platzierungen wurden mehrfach geteilt. Über den Ablauf und die gewählten Sprunghöhen der einzelnen Sportler sind keine Informationen bekannt. Nicht am Start war der aktuelle Weltrekordler Walter Dray aus den Vereinigten Staaten.
Edward Cook, einer der beiden Olympiasieger, zählte mit seinen erst achtzehn Jahren zu den jüngsten Goldmedaillengewinnern dieser Spiele. Der zweite Goldmedaillengewinner Alfred Gilbert war 24 Jahre alt.

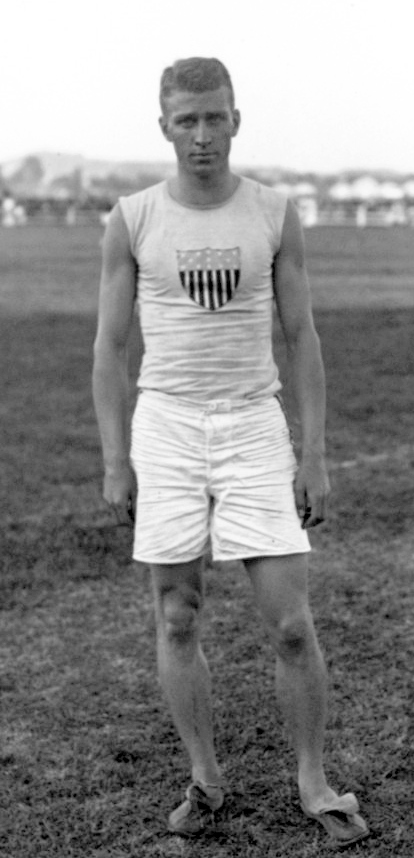
Edward Cook, einer der beiden Olympiasieger
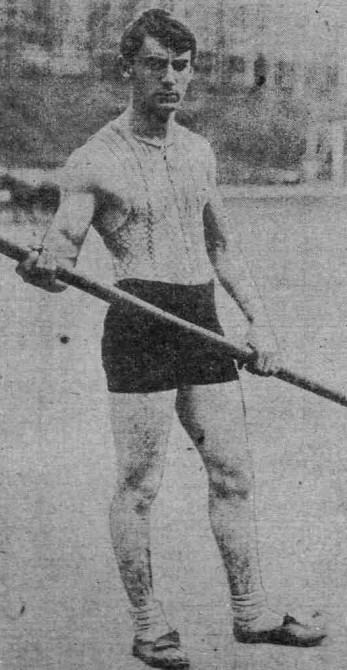
Das zweite Gold gewann Alfred Gilbert
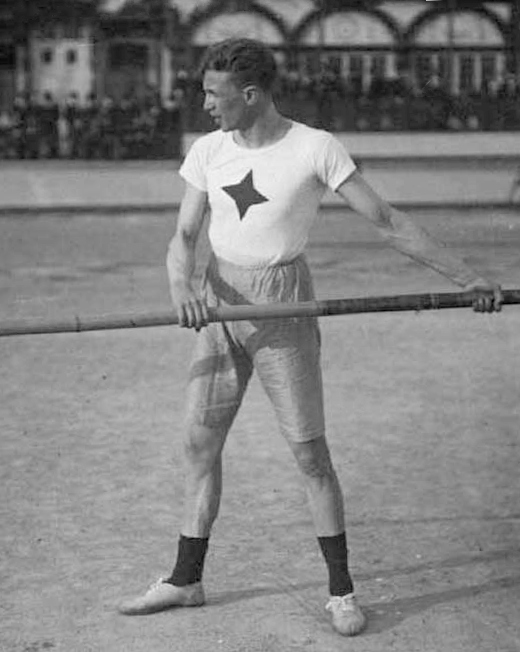
Bruno Söderström – einer von drei Bronzemedaillengewinnern
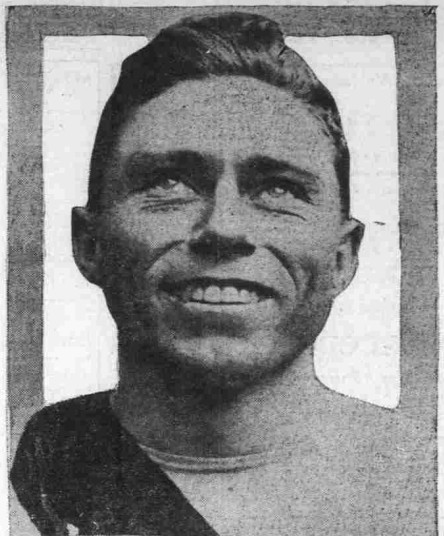
Sam Bellah belegte gemeinsam mit Georgios Banikas den sechsten Platz